# Growing Up in the Universe

Growing Up in the Universe est une série documentaire de conférences faites par le biologiste Richard Dawkins dans laquelle il argumente sur l'évolution de la vie dans l'univers. 
Le documentaire fut diffusé pour la première fois en 1991, sous la forme de 5 épisodes d'une heure chacun, à la BBC au Royaume-Uni. La Fondation Richard-Dawkins pour la raison et la science détenait les droits de ces lectures télévisés, et une version DVD fut créée par la fondation le 20 avril 2007.